# Llista de Bailiffs de Guernsey

Escut de Guernsey

La llista de Bailiffs de Guernsey inclou una relació de persones que han ocupat el càrrec de Bailiff de Guernsey, dependència de la corona britànica davant les costes de França. Les dates entre parèntesis corresponen als períodes en què ocuparen el càrrec.
Segle XIII
- Hugh de Trubleville (1270 - 1277)
- Guillaume de St Remi (1278 - 1281)
- Renault de Ashwell (1282 - 1287)
- Guillaume de St Remi (1288 - 1291)
- Guillaume de St Remi (1292 - 1296)
- Sir Nicholas de Cheney (1297)
- Pierre Le Marchant (1298)
- Radulphus de Gand (1299)

Segle XIV
- Robert Comberwell (1300)
- Radulph de Haverland (1301)
- John de Newent (1302)
- Radulphus Gaultier (1303)
- Pierre Le Marchant (1304)
- Massey de la Court (1305 - 1309)
- James de Vinchelez (1310)
- Robert Le Gay (1311 - 1312)
- Gaultier de la Hogue (1313 - 1314)
- Massey de la Court (1315 - 1316)
- Pierre Le Marchant (1317)
- Massey de la Court (1318)
- Robert Le Gay (1319)
- Radulphus Gaultier (1320)
- John Le Marchant (1321)
- James de Vinchelez (1322)
- William Le Petit (1323)
- Guillaume de Souslemont (1324)
- William Le Petit (1325)
- Pierre de Garis (1326)
- Henry de St Martin (1327)
- Radulphus Le Gay (1328)
- Radulphus Cokerel (1329)
- Geoffrey de la Hogue (1330)
- Thomas d'Esterfield (1331)
- Radulphus Le Gay (1332 - 1339)
- Jean de la Lande (1340 - 1346)
- Jean de la Lande (1347 - 1356)
- John Le Marchant (1357 - 1383)
- John Nicholas (1384 - 1386)
- Gervais de Clermont (1387 - 1411)

Segle XV
- James Cocquerel (1412 - 1432)
- Thomas de la Court (1433 - 1445)
- John Henry (1446 - 1447)
- Guillaume Cartier (1447 - 1465)
- Thomas de la Court (1466 - 1469)
- Pierre de Beauvoir (1470 - 1479)
- Edmund de Cheney (1480 - 1481)
- Nicholas Fouaschin (1481 - 1482)
- John Blondel (1483 - 1498)
- John Martin (1499 - 1510)

Segle XVI
- James Guille (1511 - 1537)
- Thomas Compton (1538 - 1544)
- John Haryvell (1545 - 1549)
- Hellier Gosselin (1549 - 1562)
- Thomas Compton (1562 - 1570)
- Guillaume de Beauvoir (1571 - 1581)
- Thomas Wigmore (1581 - 1588)
- Louis de Vic (1588 - 1600)

Segle XVII
- Amice de Carteret (1601 - 1631)
- Jean de Quetteville (1631 - 1643)
- Pierre de Beauvoir (1644 - 1651, 1652 - 1653, 1656 - 1660)
- Amias Andros (1661 - 1674)
- Edmund Andros (1674 - 1713)

Segle XVIII
- Jean de Sausmarez (1714 - 1728)
- Josué Le Marchant (1728 - 1751)
- Eleazar Le Marchant (1752 - 1758)
- Samuel Bonamy (1758 - 1771)
- William Le Marchant (1771 - 1800)

Segle XIX
- Robert Porrett Le Marchant (1800 - 1810)
- Peter De Havilland (1810 - 1821)
- Daniel De Lisle Brock (1821 - 1843)
- Jean Guille (1843 - 1845)
- Peter Stafford Carey (1845 - 1883)
- John de Havilland Utermarck (1883 - 1884)
- Edgar McCulloch (1884 - 1895)
- Thomas Godfrey Carey (1895 - 1902)

Segle XX
- Henry Alexander Giffard (1902 - 1908)
- William Carey (1908 - 1915)
- Edward Chepmell Ozanne (1915 - 1922)
- Havilland Walter de Sausmarez (1922 - 1929)
- Arthur William Bell (1929 - 1935)
- Victor Gosselin Carey (1935 - 1946)
- Ambrose Sherwill (1946 - 1959)
- William Arnold (1959 - 1973)
- John Loveridge (1973 - 1982)
- Charles Frossard (1982 - 1992)
- Graham Martyn Dorey (1992 - 1999)
- de Vic Carey (1999 - 2005)

Segle XXI
- Geoffrey Rowland des del 2005